# Dorylus
Dorylus, còn được gọi là kiến lái xe, kiến safari hay siafu, là một loài kiến quân đội lớn được tìm thấy chủ yếu ở miền trung và đông châu Phi, mặc dù phạm vi này cũng mở rộng đến miền nam châu Phi và châu Á nhiệt đới. 
Thuật ngữ siafu là một từ mượn từ tiếng Swour và là một trong nhiều từ tương tự từ các ngôn ngữ vùng Baltu được sử dụng bởi người bản địa để mô tả các loài kiến khác nhau. 
Không giống như các thành viên ở Tân Thế giới của phân họ cũ Ecitoninae (nay là Dorylinae), các thành viên của chi này hình thành nên những "ụ nhóm" tạm thời duy trì từ vài ngày cho đến ba tháng. Mỗi thuộc địa có thể chứa hơn 20 triệu cá thể. Như với các đối tác Thế giới mới của chúng, có một lớp kiến chiến binh trong số các kiến thợ, lớn hơn, với cái đầu rất lớn và những quả quýt giống như gọng kìm. Chúng có khả năng châm chích, nhưng rất hiếm khi làm như vậy, thay vào đó dựa vào hàm cắt mạnh mẽ của chúng. Trần Dần X nobicock.
1. ↑  Bolton, B. (2014). "Dorylus". AntCat. Truy cập ngày 17 tháng 7 năm 2014.